# Paranauphoeta affinis
Paranauphoeta affinis är en kackerlacksart som beskrevs av Robert Walter Campbell Shelford 1906. Paranauphoeta affinis ingår i släktet Paranauphoeta och familjen jättekackerlackor.
Artens utbredningsområde är Bhutan. Inga underarter finns listade i Catalogue of Life.